# シャンテル・ニューベリー
シャンテル・ニューベリー（Chantelle Newbery (née Michelle), 1977年5月6日 - ）は、オーストラリア・メルボルン出身の飛込競技選手。2004年アテネオリンピックの10m高飛込みの金メダリストである。
彼女の夫であるロバート・ニューベリーも、アテネオリンピックの3mシンクロナイズド板飛び込みの銅メダリストである。

## 経歴
- 2004年アテネオリンピック 10m高飛込み 金メダル
- 2004年アテネオリンピック 3mシンクロナイズド板飛込み 銅メダル
- 世界選手権
  - 2005年 10mシンクロナイズド高飛び込み 銀メダル
- コモンウェルスゲームズ
  - 1998年 1m板飛込み 金メダル
  - 1998年 3m板飛込み 銀メダル
  - 2006年 3m板飛込み 銀メダル
  - 2006年 10m高飛込み 銀メダル